# 江環
江環（1557年—？），字啓運，號晉雲，福建漳州府漳浦縣人，民籍，明朝政治人物。同進士出身。

## 生平
萬曆十年（1582年）壬午科福建鄉試五十四名，萬曆十四年（1586年）丙戌科會試二百六名，登三甲第一百七十八名進士。礼部观政，本年十二月授浙江平湖县知县，二十年行取选授貴州道御史，巡视芦沟桥，卒于官。

## 家族
曾祖江元森；祖父江本弘；父江渭。母林氏。具庆下。兄江瓏、江珠。弟江琯、江璉、江琮、江珣、江植、江璙、江質、江瑺、江琨。